# Mercenary for Justice
Mercenary for Justice ist ein US-amerikanischer Actionfilm aus dem Jahr 2006, der direkt auf DVD erschienen ist. Die Hauptrolle des Ex-CIA-Söldners John Seeger verkörperte der Schauspieler Steven Seagal.

## Handlung
John Seeger ist ein Söldner aus den Reihen der CIA. Wegen seiner harten Vorgehensweise ist er nicht beliebt unter seinen ehemaligen Mitarbeitern. Aus diesem Grund entlässt ihn das Militär aus dem Geheimdienst.
Nach seiner Suspendierung wird John von dem weltweit mächtigsten Waffenhändler und Drogenbaron John Dresham gezwungen, erneut einzusteigen:
Sein Sohn wird in dem Hochsicherheitstrakt Galmoral Island in Südafrika festgehalten. Sollte er den Job nicht annehmen, diesen aus dem bestbewachten Gefängnis der Welt herauszuholen, würden entführte Familienmitglieder seines Freundes umgebracht werden. John besteht darauf, den Auftrag auszuführen. Schon bald verwandelt John Galmoral Island in ein Schlachtfeld.

## Kritiken
„Wirre Actiongeschichte voller Explosionen und flott gemeinter Sprüche als triviales Vehikel für Prügelheld Steven Seagal.“